# Afzaat

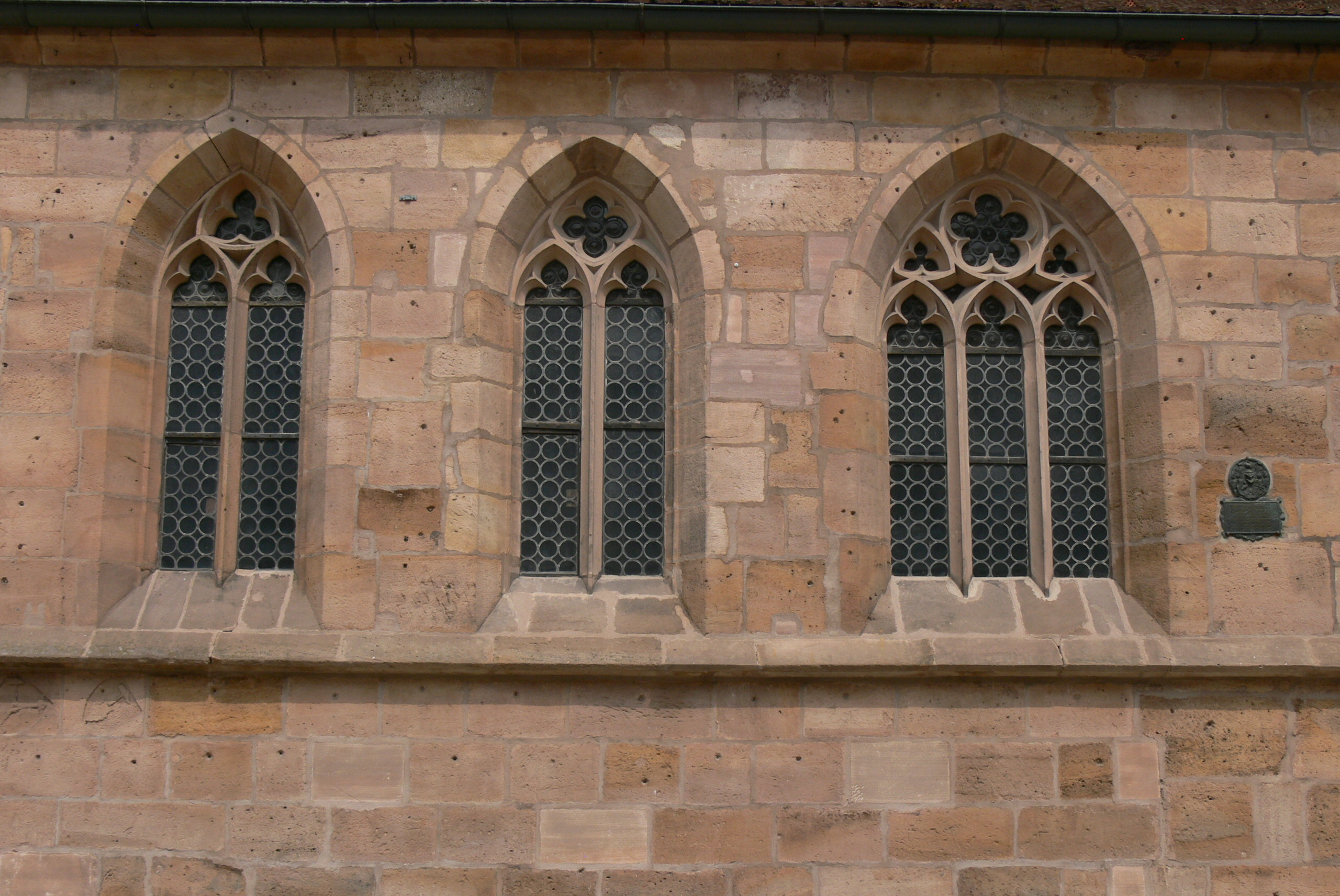
De drie ramen hebben ieder een afzaat die tevens onderdeel is van een lijst

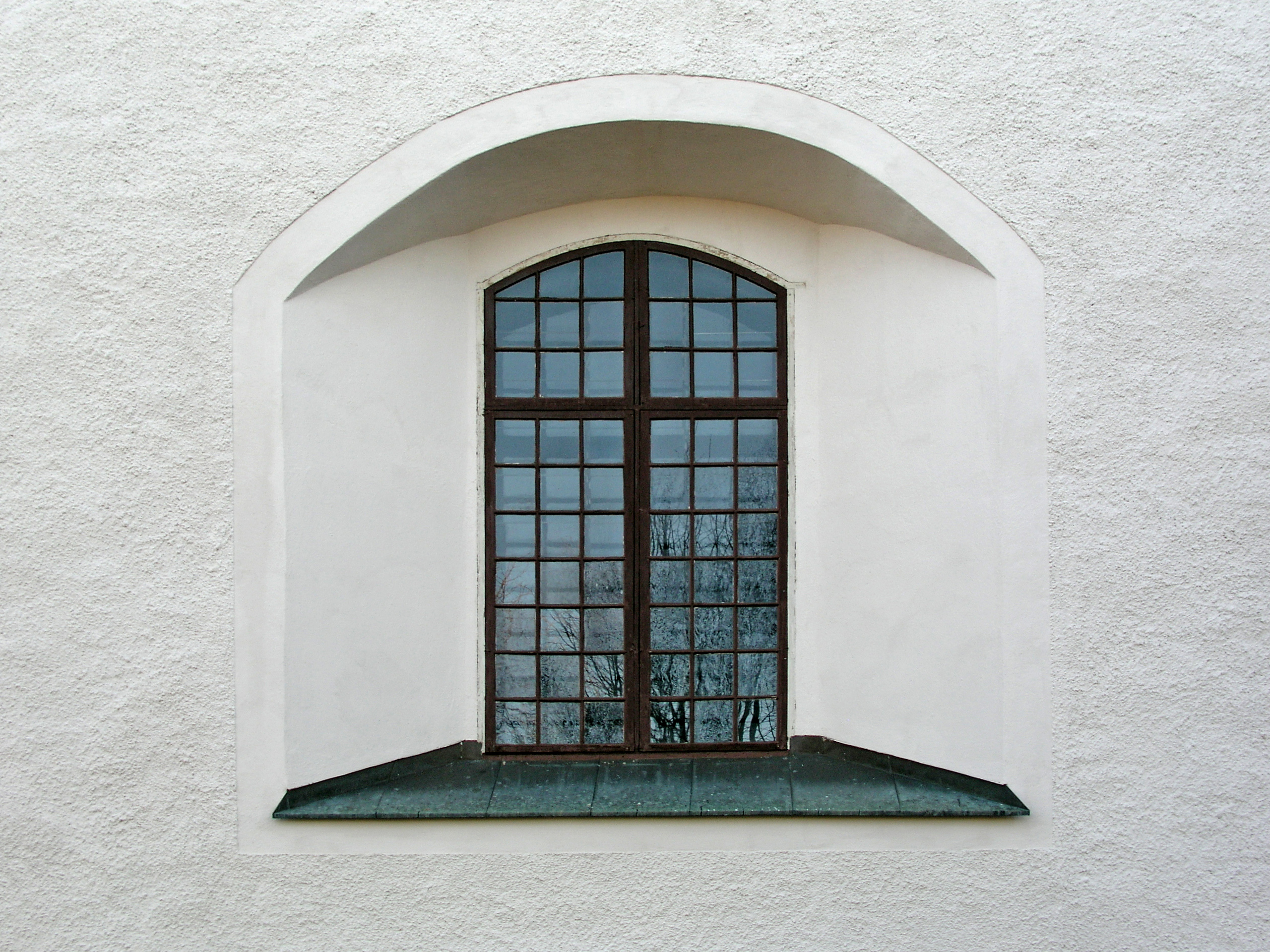
Een betegelde afzaat

Een afzaat is een schuin naar buiten aflopend vlak waarover neerslag die tegen de gevel of het venster is gewaaid naar beneden doet afstromen, waardoor voorkomen wordt dat er een ophoping van water ontstaat. De afzaat steekt iets uit boven de muur, zodat het regenwater los van de muur naar beneden kan stromen. De afzaat dient waterdicht te zijn om inwateren te voorkomen, omdat ze veel water afvoeren en water zich vaak anders meteen in het midden van de muur bevindt.
Een afzaat wordt toegepast onder de onderdorpels van venster, als het schuine deel van een horizontale lijst (waterlijst) en als het schuine deel van het metselwerk van een steunbeer.